# Arachnidium lacourti
Arachnidium lacourti är en mossdjursart som beskrevs av Jean-Loup d'Hondt och Faasse 2006. Arachnidium lacourti ingår i släktet Arachnidium och familjen Arachnidiidae. Inga underarter finns listade i Catalogue of Life.